# British Empire Games 1930
Die British Empire Games 1930 waren die erste Ausgabe jener Veranstaltung, die heute unter dem Namen Commonwealth Games bekannt ist. Sie fanden vom 16. bis 23. August 1930 in der kanadischen Stadt Hamilton, Ontario statt.
Ausgetragen wurden 59 Wettbewerbe in den Sportarten Bowls, Boxen, Leichtathletik, Ringen, Rudern und Schwimmen (inkl. Wasserspringen). Es nahmen rund 400 Sportler aus elf Ländern teil, Frauen waren nur in den Wassersportwettbewerben teilnahmeberechtigt. Die meisten Veranstaltungen fanden im Civic Stadium (später Ivor Wynne Stadium) statt. Untergebracht waren die Sportler in einer Schule neben dem Stadion, wo sie sich zu zwei Dutzend ein Schulzimmer teilten.

## Sporthistorische Bedeutung
Mit diesem Spielen wurde die Idee von John Astley Cooper, Pan-Britannische Olympische Spiele durchzuführen, umgesetzt. Astley Cooper hatte schon 1891, ein Jahr vor Pierre de Coubertins Diskussion um die internationalen Olympischen Spiele, die Idee Olympischer Spiele in die Welt gesetzt. Die Spiele hatten aber auch eine weitere Bedeutung: Während bei den Siegerehrungen internationaler Wettkämpfe bis dahin die Ersten alle auf einer Höhe standen, verwendete man in Hamilton erstmals ein dreistufiges Podest für die ersten Drei. Bei den Olympischen Spielen 1932 in Lake Placid und Los Angeles wurde dies kopiert und entsprechend bei allen künftigen Meisterschaften und Olympischen Spiele bis heute verwendet.

## Teilnehmende Länder

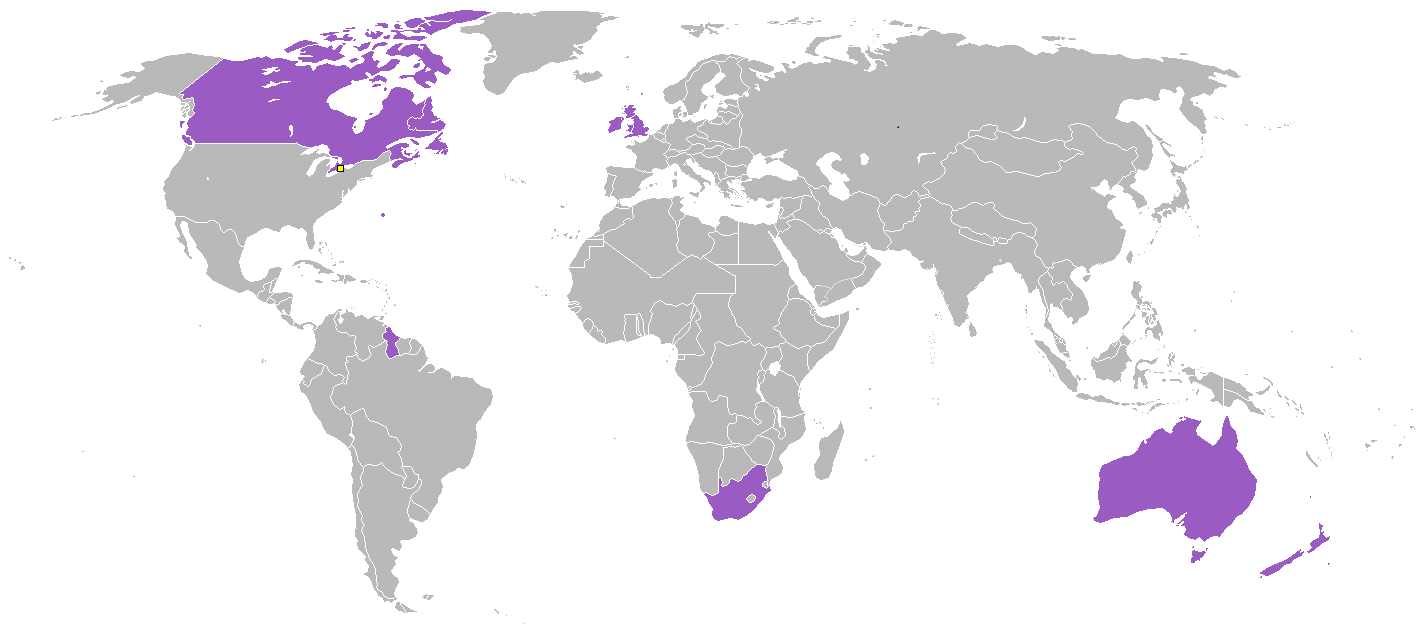
Teilnehmende Länder

- Australien
- Bermuda
- Britisch-Guayana
- England
- Irland (gemeinsames Team
des Irischen Freistaats und Nordirlands)
- Kanada
- Neufundland
- Neuseeland
- Schottland
- Südafrikanische Union
- Wales

## Ergebnisse
- Bowls
- Boxen
- Leichtathletik
- Ringen
- Rudern
- Schwimmen
- Wasserspringen

## Medaillenspiegel
| Platz | Land                  | Gold | Silber | Bronze | Gesamt |
| ----- | --------------------- | ---- | ------ | ------ | ------ |
| 1     | England               | 25   | 23     | 13     | 61     |
| 2     | Kanada                | 20   | 15     | 19     | 54     |
| 3     | Südafrikanische Union | 6    | 4      | 7      | 17     |
| 4     | Neuseeland            | 3    | 4      | 2      | 9      |
| 5     | Australien            | 3    | 4      | 1      | 8      |
| 6     | Schottland            | 2    | 3      | 5      | 10     |
| 7     | Wales                 | -    | 2      | 1      | 3      |
| 8     | Britisch-Guayana      | -    | 1      | 1      | 2      |
| 9     | Nordirland            | -    | 1      | -      | 1      |